# Habituális vetélés
Az egymást követő többszöri vetélést szaknyelven habituális vetélésnek, latinul abortus habitualisnak nevezzük.
A habituális vetélés okai lehetnek:
- Sárgatest-elégtelenség
- Fertőzött ondó
- Nőgyógyászati betegség, többnyire méhfejlődési rendellenesség
- Valamelyik szülőnél fennálló kromoszóma-rendellenesség
- Immunológiai összeférhetetlenség